# ホセ・ペドロ・フエンサリダ
ホセ・ペドロ・フエンサリダ・ガナ（José Pedro Fuenzalida Gana 、1985年2月22日 - ）は、チリ・サンティアゴ出身の元プロサッカー選手。元チリ代表。現役時代のポジションは、ディフェンダー。

## 経歴

### クラブ
ウニベルシダ・カトリカのユースチームで育成され、2004年に19歳でトップチームに昇格。ウニオン・エスパニョーラ戦でトップチームデビュー。
2007年冬、大学で勉強するため一旦サッカーから離れた。
半年後に復帰し、CSDコロコロと4年契約を結んだ。しかし7試合1得点とふるわず、2008年6月にCDオヒギンスにレンタル移籍。
2014年7月、ボカ・ジュニアーズと1年半契約を結んだ。
2016年、古巣カトリカにフリーで加入。

### 代表
U20年代からチリ代表に選出されており、2005 FIFAワールドユース選手権やトゥーロン国際大会2008などに参加した。
2010 FIFAワールドカップ・南米予選ではマルセロ・ビエルサ監督が重用し、ホルヘ・サンパオリ監督の下でも2014 FIFAワールドカップ、コパ・アメリカ2015等に参加した。

## 代表歴

### 出場大会
- チリ代表
  - 2014 FIFAワールドカップ

### 試合数
- 国際Aマッチ 55試合 5得点（2008年-2020年）[8]

| チリ代表 | 国際Aマッチ | 国際Aマッチ |
| 年       | 出場        | 得点        |
| -------- | ----------- | ----------- |
| 2008     | 4           | 0           |
| 2009     | 4           | 0           |
| 2010     | 7           | 0           |
| 2011     | 0           | 0           |
| 2012     | 1           | 0           |
| 2013     | 5           | 1           |
| 2014     | 4           | 0           |
| 2015     | 1           | 0           |
| 2016     | 12          | 2           |
| 2017     | 10          | 0           |
| 2018     | 0           | 0           |
| 2019     | 5           | 2           |
| 2020     | 2           | 0           |
| 通算     | 55          | 5           |

### 得点
2019年6月21日現在
| #  | 開催日        | 開催地         | 対戦国       | スコア | 結果 | 試合概要                     |
| -- | ------------- | -------------- | ------------ | ------ | ---- | ---------------------------- |
| 1  | 2013年1月19日 | コンセプシオン | ハイチ       | 3–0    | 3–0  | 親善試合                     |
| 2  | 2016年6月6日  | サンタクララ   | アルゼンチン | 1–2    | 1–2  | コパ・アメリカ・センテナリオ |
| 3  | 2016年6月22日 | シカゴ         | コロンビア   | 2–0    | 2–0  | コパ・アメリカ・センテナリオ |
| 4. | 2019年6月6日  | ラ・セレナ     | ハイチ       | 2–1    | 2–1  | 親善試合                     |
| 5. | 2019年6月21日 | サルヴァドール | エクアドル   | 1–0    | 2–1  | コパ・アメリカ2019           |

## タイトル

### クラブ
ウニベルシダ・カトリカ
- プリメーラ・ディビシオン (7): 2005クラウスーラ, 2016クラウスーラ, 2016アペルトゥーラ, 2018, 2019, 2020, 2021
- スーペルコパ・デ・チレ (4): 2016, 2019, 2020, 2021

コロコロ
- プリメーラ・ディビシオン (1): 2014アペルトゥーラ

ボカ・ジュニアーズ
- プリメーラ・ディビシオン (1): 2015
- コパ・アルヘンティーナ (1): 2014-15

### 代表
- コパ・アメリカ (2): 2015, 2016

### 個人
- プリメーラ・ディビシオン年間ベストイレブン (1): 2013-14